# GB Conte
Il GB Conte è un traghetto appartenente alla compagnia di navigazione Delcomar.

## Servizio
Varato il 30 marzo 1983 nei cantieri navali inglesi Henry Robb Caledon Yard di Leith con il nome di St. Catherine e consegnato nel giugno dello stesso anno alla Sealink UK Ltd, giunge per la prima volta a Portsmouth il 24 giugno, venendo sottoposto a lavori di manutenzione straordinaria dal 26 giugno al 1 luglio a causa di un problema ai filtri dell'olio dell'elica Schneider ed ritardando l'entrata in servizio sulla Portsmouth-Fishbourne, che avverrà il 3 luglio.
Il 7 novembre 1990 viene acquistato dalla Wightlink Ltd insieme alle attuali Nando Murrau e Anna Mur. 

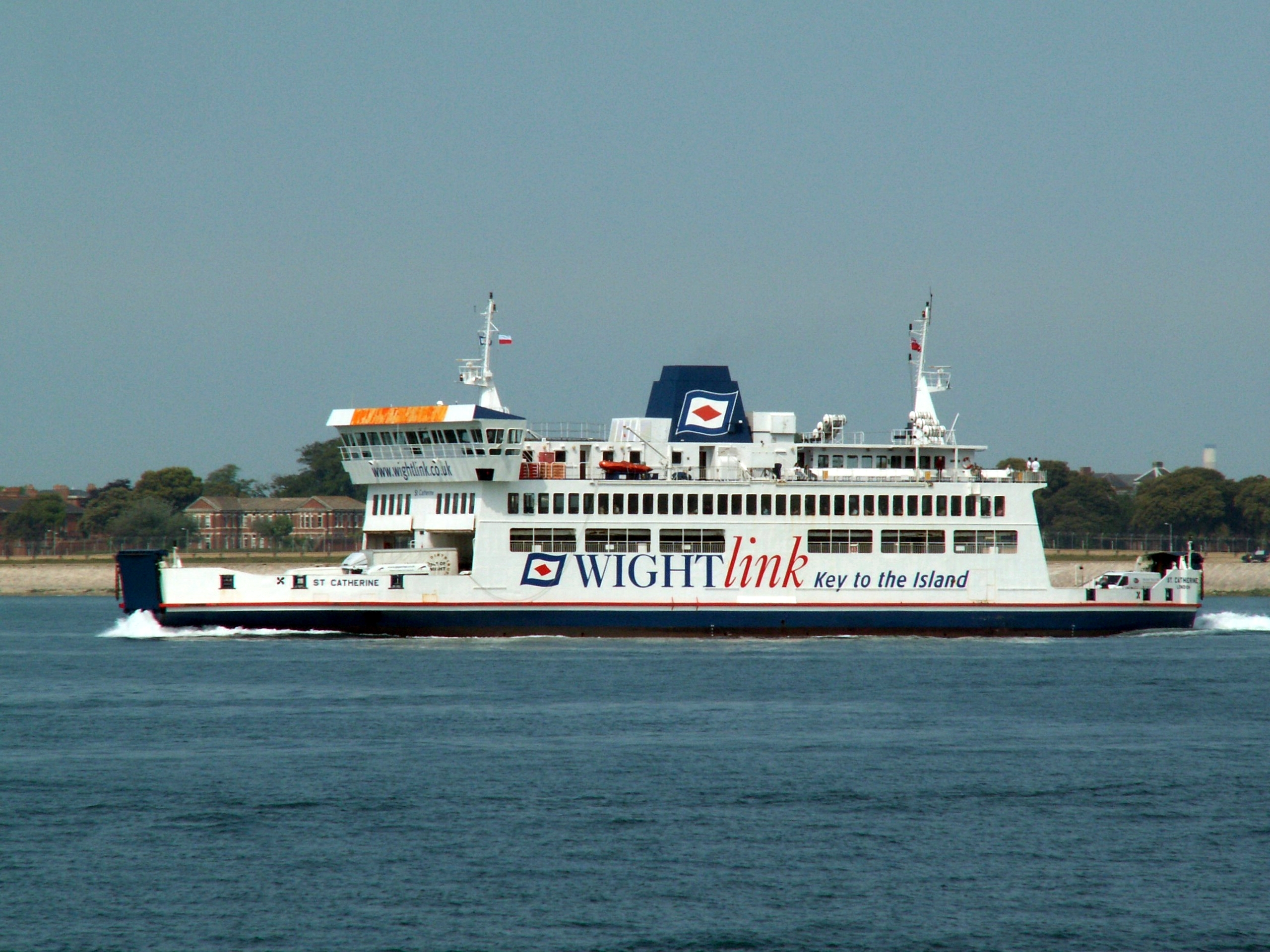
Il St. Catherine in arrivo a Portsmouth.

Il 10 aprile 2009 viene posto in disarmo a Hythe.
Dal 21 aprile al 5 maggio 2009 riprende il servizio sulla Portsmouth-Fishbourne e viene di nuovo disarmato a Hythe.
Il 14 giugno 2009 parte da Hythe per Portsmouth e dal 15 al 16 giugno riprende il servizio verso Fishbourne, venendo di nuovo disarmato la sera del 16 a Hythe.
Nel dicembre del 2009 ne viene annunciata la cessione all'italiana Delcomar e nel luglio del 2010 viene ribattezzato GB Conte, lasciando Hythe il 31 luglio dello stesso anno per Carloforte, dove arriva l'11 agosto.
Il 16 settembre 2010 entra ufficialmente in servizio sulla Carloforte-Calasetta.

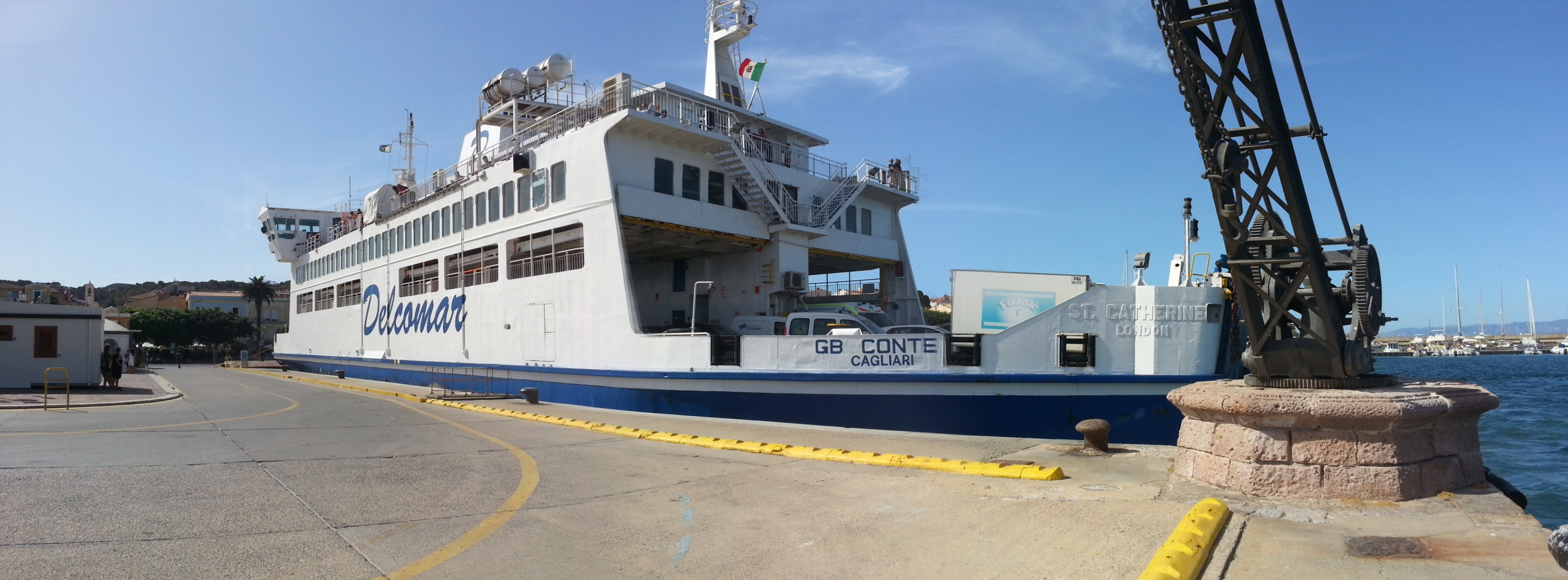
Il GB Conte ormeggiato a Carloforte nel 2017

Nel maggio del 2011 e nel 2012 sostituisce gli altri traghetti della compagnia sulla Palau-La Maddalena per poi tornare sui collegamenti nel sud della Sardegna.

## Navi gemelle
- Nando Murrau
- Anna Mur
- St. Faith